# Gron (Yonne)
Gron és un municipi francès, situat al departament del Yonne i a la regió de Borgonya - Franc Comtat. L'any 2007 tenia 1.216 habitants.

## Demografia

### Població
El 2007 la població de fet de Gron era de 1.216 persones. Hi havia 449 famílies, de les quals 111 eren unipersonals (40 homes vivint sols i 71 dones vivint soles), 127 parelles sense fills, 167 parelles amb fills i 44 famílies monoparentals amb fills.
La població ha evolucionat segons el següent gràfic:
Habitants censats

### Habitatges
El 2007 hi havia 519 habitatges, 462 eren l'habitatge principal de la família, 26 eren segones residències i 31 estaven desocupats. 481 eren cases i 38 eren apartaments. Dels 462 habitatges principals, 345 estaven ocupats pels seus propietaris, 108 estaven llogats i ocupats pels llogaters i 9 estaven cedits a títol gratuït; 3 tenien una cambra, 37 en tenien dues, 70 en tenien tres, 132 en tenien quatre i 220 en tenien cinc o més. 353 habitatges disposaven pel capbaix d'una plaça de pàrquing. A 198 habitatges hi havia un automòbil i a 227 n'hi havia dos o més.

### Piràmide de població
La piràmide de població per edats i sexe el 2009 era:
| Homes | Edats   | Dones |
| ----- | ------- | ----- |
| 0     | 95 o +  | 0     |
| 0     | 90 a 94 | 0     |
| 4     | 85 a 89 | 28    |
| 8     | 80 a 84 | 0     |
| 12    | 75 a 79 | 8     |
| 8     | 70 a 74 | 4     |
| 28    | 65 a 69 | 32    |
| 24    | 60 a 64 | 24    |
| 12    | 55 a 59 | 16    |
| 28    | 50 a 54 | 20    |
| 64    | 45 a 49 | 36    |
| 64    | 40 a 44 | 60    |
| 52    | 35 a 39 | 56    |
| 28    | 30 a 34 | 44    |
| 32    | 25 a 29 | 20    |
| 16    | 20 a 24 | 16    |
| 68    | 15 a 19 | 20    |
| 76    | 10 a 14 | 52    |
| 72    | 5 a 9   | 36    |
| 32    | 0 a 4   | 20    |

## Economia
El 2007 la població en edat de treballar era de 825 persones, 631 eren actives i 194 eren inactives. De les 631 persones actives 586 estaven ocupades (305 homes i 281 dones) i 45 estaven aturades (20 homes i 25 dones). De les 194 persones inactives 52 estaven jubilades, 89 estaven estudiant i 53 estaven classificades com a «altres inactius».

### Ingressos
El 2009 a Gron hi havia 468 unitats fiscals que integraven 1.257,5 persones, la mediana anual d'ingressos fiscals per persona era de 19.497 €.

### Activitats econòmiques
Dels 62 establiments que hi havia el 2007, 1 era d'una empresa extractiva, 3 d'empreses alimentàries, 2 d'empreses de fabricació de material elèctric, 13 d'empreses de fabricació d'altres productes industrials, 12 d'empreses de construcció, 10 d'empreses de comerç i reparació d'automòbils, 5 d'empreses de transport, 2 d'empreses d'hostatgeria i restauració, 1 d'una empresa d'informació i comunicació, 3 d'empreses immobiliàries, 4 d'empreses de serveis, 5 d'entitats de l'administració pública i 1 d'una empresa classificada com a «altres activitats de serveis».
Dels 15 establiments de servei als particulars que hi havia el 2009, 1 era un taller de reparació d'automòbils i de material agrícola, 2 paletes, 1 guixaire pintor, 4 fusteries, 1 lampisteria, 2 electricistes, 1 empresa de construcció, 1 perruqueria, 1 restaurant i 1 agència immobiliària.
Dels 4 establiments comercials que hi havia el 2009, 1 era una botiga de menys de 120 m², 2 carnisseries i 1 una peixateria.
L'any 2000 a Gron hi havia 7 explotacions agrícoles.

## Equipaments sanitaris i escolars
L'únic equipament sanitari que hi havia el 2009 era una farmàcia.
El 2009 hi havia 1 escola maternal i 1 escola elemental.

## Poblacions més properes
El següent diagrama mostra les poblacions més properes.